# Breitenbach am Inn
Breitenbach am Inn è un comune austriaco di 3 404 abitanti nel distretto di Kufstein, in Tirolo.